# Centro Coltejer
El Edificio Coltejer o Centro Coltejer es un edificio ubicado en la ciudad de Medellín, Colombia. Fue construido en el solar del antiguo teatro Junín y el hotel Europa, empezando en 1968 y terminando cuatro años después, en 1972, convirtiéndose hasta 1977 en el edificio más alto del país, cuando el Centro de Comercio Internacional lo superó en altura. Este último también fue el edificio más alto de América Latina. 
En la cultura popular se extendió la versión de que el diseño puntiagudo del edificio, con unas grandes ventanas en sus costados occidental y oriental, en el piso treinta y cuatro, como el ojo para enhebrar el hilo de una aguja, correspondía al de una lanzadera textil, industria bandera de la ciudad. Pero en el año 2007 el arquitecto Raúl Fajardo, quien lo levantó, explicó en entrevista a la televisión local que el diseño no es más que la respuesta a la solicitud del gerente de la textilera Rodrigo Uribe Echavarria de darle un remate llamativo a su torre de oficinas. De todos modos, su forma de aguja demuestra el desarrollo de la ciudad con respecto a los textiles, y su empresa Coltejer.
El edificio Coltejer fue construido inicialmente para albergar a la alta esfera ejecutiva de la empresa insignia del gremio textil colombiano, Compañía Colombiana de Tejidos: COLTEJER.

## Usos
El Coltejer es utilizado principalmente por las empresas del Organización Ardila Lülle (Postobón, Coltejer y RCN Radio), y además varios Cines y cadenas de radio.

## Ficha técnica
- Condición: en uso, en especial por el grupo empresarial de la Organización Ardila Lülle, propietario de la empresa con su mismo nombre, allí tiene su sede en Medellín. La altura oficial del Edificio Coltejer es de 175 metros hasta su cima.

Allí está la sede para Medellín de RCN Radio.
- En Colombia: Puesto 10
- En Suramérica: Puesto 20
- Plantas: 37
- Altura máxima: 175 mt
- Rango: Rascacielos